# Dedinky
Dedinky (deutsch Dörfel) ist eine Gemeinde in der Ostslowakei.
Sie entstand 1933 aus den Orten Imrichovce (deutsch Emmrichsdorf, ungarisch Imrikfalva) und Štefanovce (deutsch Stephansdorf, ungarisch Kisistvánd). Zur Gemeinde gehört neben dem Hauptort seit 1960 auch noch der Ort Dobšinská Maša (deutsch Dobschauer Masse).

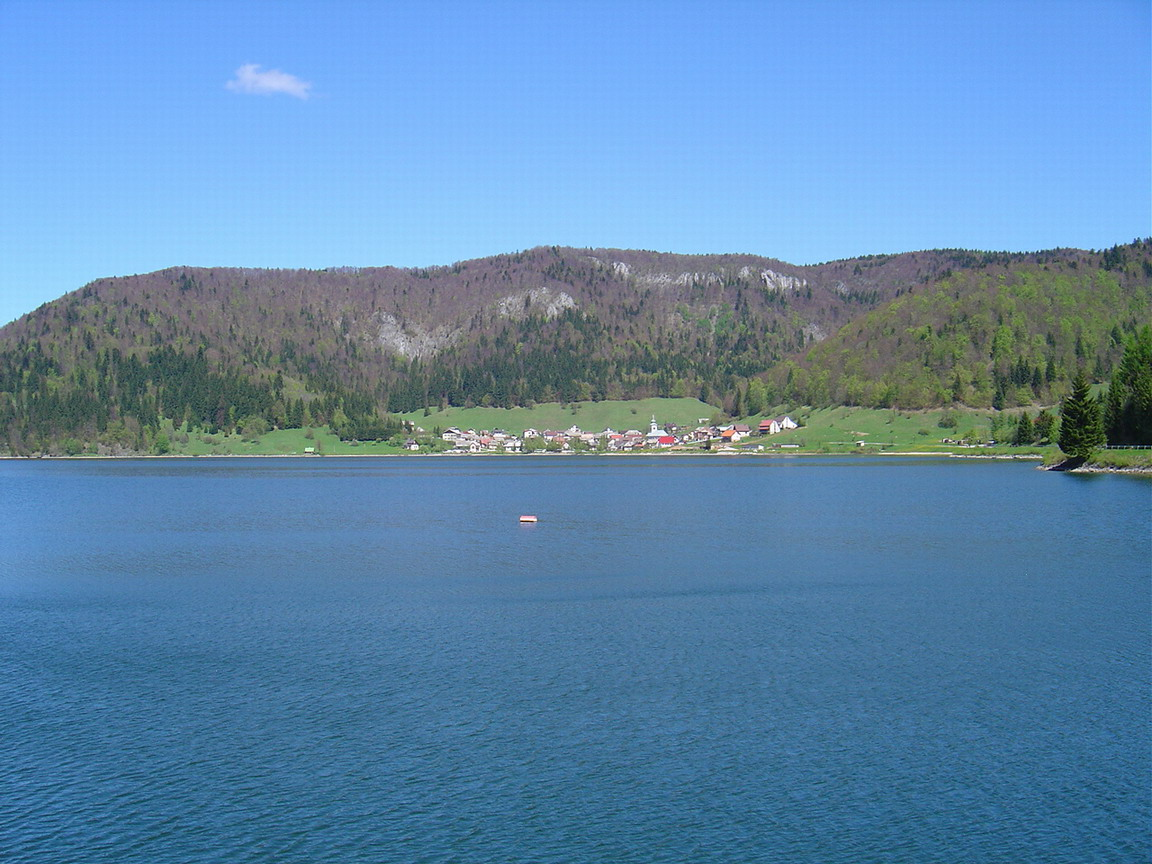
Blick auf den Ort und den Stausee Palcmanská Maša
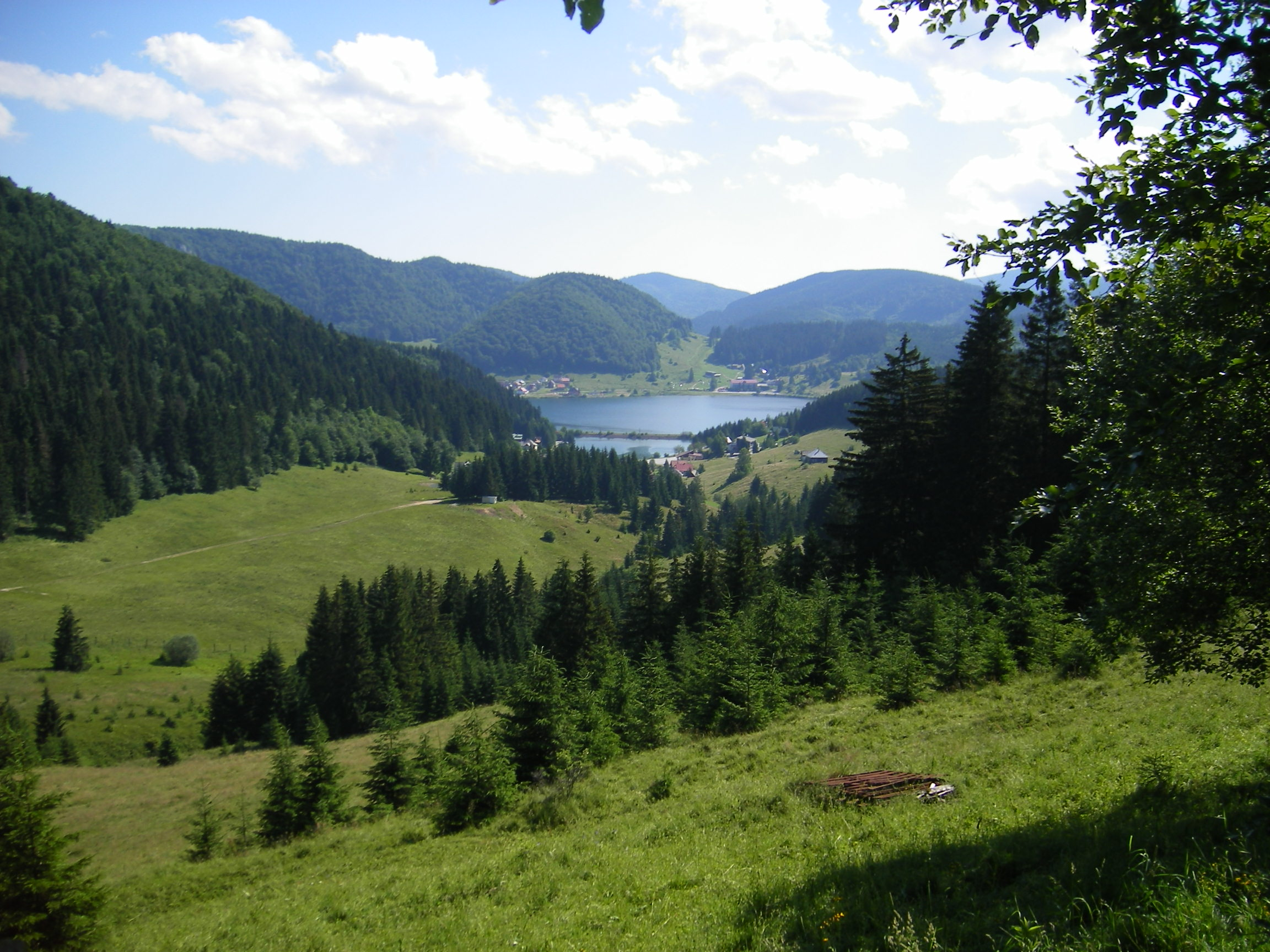
Blick auf den Stausee
Hotel mit Skihang
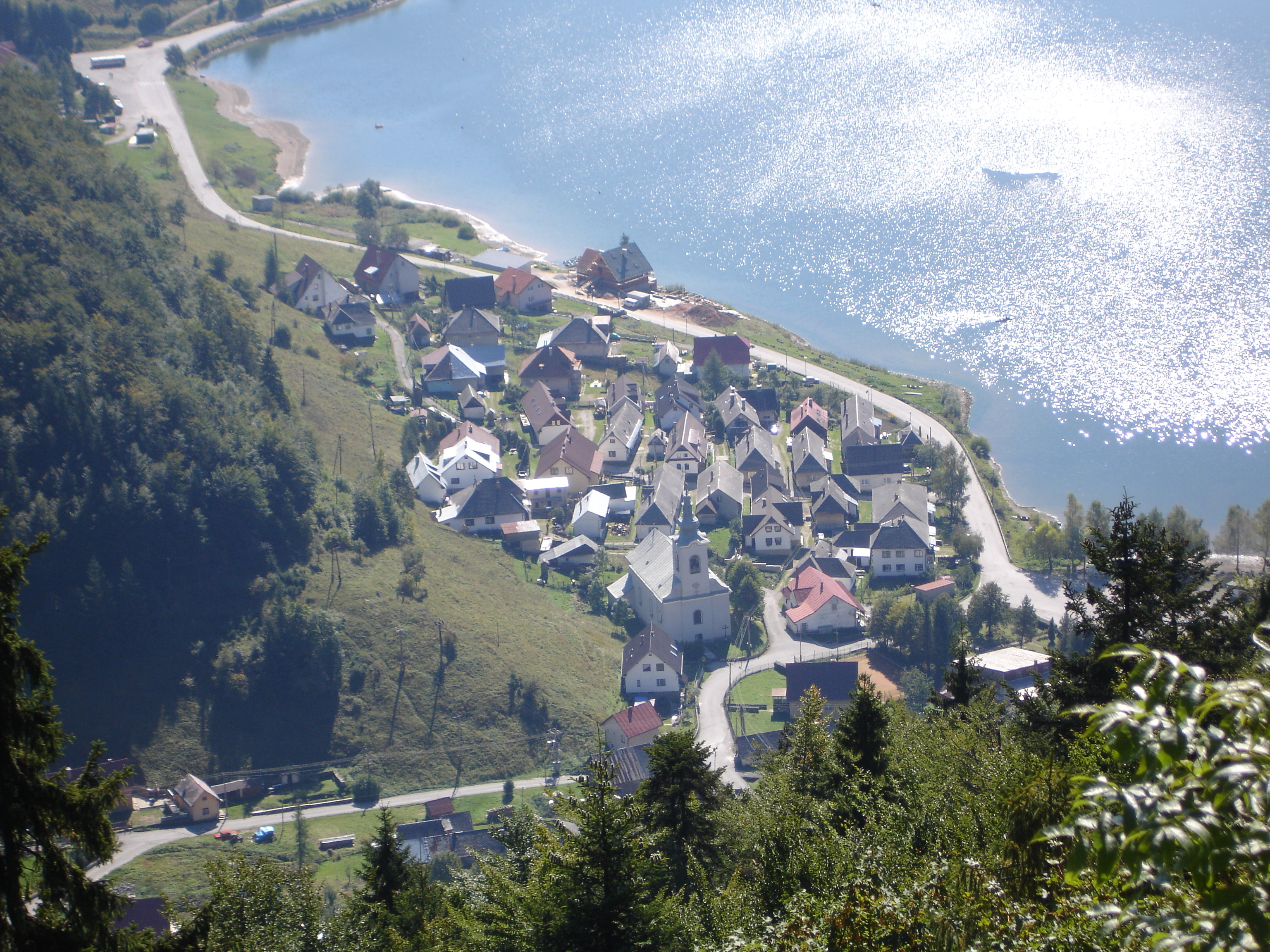
Dedinky von oben
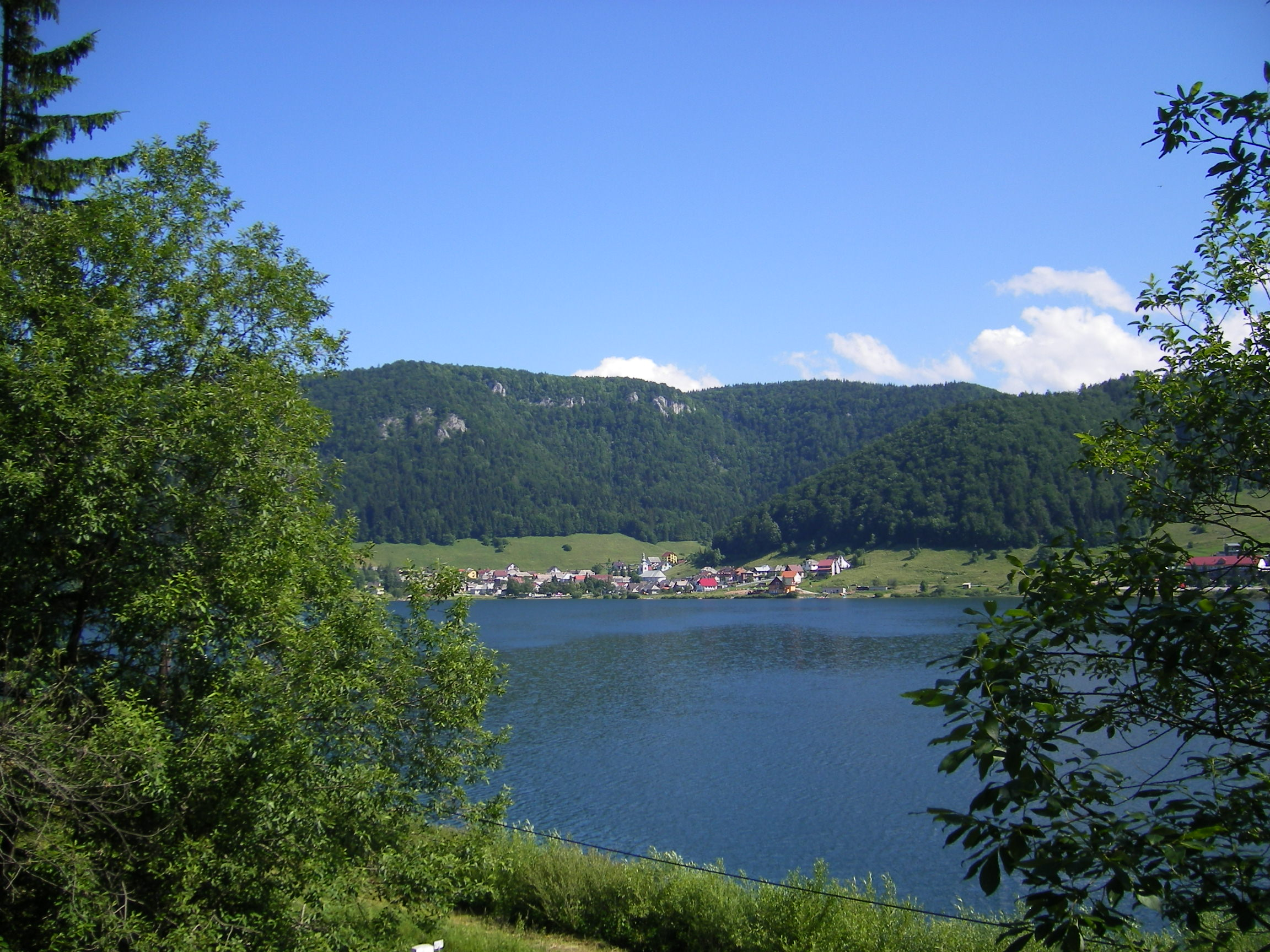

Die Gemeinde ist ein kleiner Erholungsort im oberen Göllnitztal und liegt am Rand des Stausees Palcmanská Maša (Palzmann-Masse). Durch die Anlegung des Stausees im Jahre 1956 gingen Teile des Ortes im See verloren.

## Bevölkerung
| Jahr:                | 1994. | 2004.    | 2014.   | 2024.    |
| -------------------- | ----- | -------- | ------- | -------- |
| Anzahl der Personen: | 432   | 303      | 279     | 224      |
| Unterschied:         |       | -29,86 % | -7,92 % | -19,71 % |

| Jahr:                | 2023. | 2024.   |
| -------------------- | ----- | ------- |
| Anzahl der Personen: | 225   | 224     |
| Unterschied:         |       | -0,44 % |